# Schott Solar
Die Schott Solar AG (bis August 2008 SCHOTT Solar GmbH) mit Firmensitz in Mainz (Deutschland) ist ein ehemalig internationales Solarunternehmen, welches inzwischen weitgehend aufgelöst wurde. Bis Juni 2012 wurden kristalline Photovoltaik-Solarmodule, bis Dezember 2013 a-Si-Dünnschichtmodule sowie bis 2016 Solar-Receiver, eine der Schlüsselkomponenten für Solarkraftwerke mit Parabolrinnentechnologie, entwickelt, gefertigt und vermarktet.

## Geschichte
1958 begann bei AEG Telefunken die Entwicklung von Solarzellen für die Raumfahrt, insbesondere für die Energieversorgung von Satelliten. Danach startete das Unternehmen, das später in der Deutschen Aerospace AG (DASA) aufging, mit der Produktion von siliciumbasierten Solarzellen für Anwendungen auf der Erde.
1979 begann die RWE-Tochter Nukem mit der Entwicklung von Solarzellen und Modulen aus kristallinem Silicium. Gleichzeitig entwickelte die Messerschmitt-Bölkow-Blohm (MBB) zusammen mit Total Energy im Rahmen des Joint Ventures Phototronics in München die Grundlage für eine Dünnschichttechnologie auf der Basis von amorphem Silicium. Aus den Photovoltaik-Aktivitäten von DASA, Nukem und Phototronics ging 1994 die Angewandte Solarenergie GmbH (ASE) hervor, eine Tochter der RWE mit Sitz in Alzenau.
2002 gründeten RWE und Schott schließlich das Joint Venture RWE Schott Solar. Die Schott Solar GmbH entstand 2005 nach der Übernahme aller Anteile der RWE Schott Solar GmbH durch die Schott AG.
Gemeinsam mit dem in München ansässigen Unternehmen Wacker Chemie wurde im August 2007 ein Joint Venture gegründet, aus dem sich Wacker im September 2009 wieder zurückzog.
2008 beschäftigte die Schott Solar AG 2.300 Mitarbeiter, davon rund 100 in Forschung und Entwicklung. Standorte befanden sich in jenem Jahr in Deutschland (Alzenau, Jena und Mitterteich) sowie in der Tschechischen Republik (Valašské Meziříčí), Spanien (Aznalcóllar) und den USA (Albuquerque).
Im Oktober 2008 sollte der Börsengang der Schott Solar AG erfolgen. Für den 9. Oktober 2008 war die Erstnotiz an der Frankfurter Wertpapierbörse im Segment Prime Standard geplant. Aufgrund der weltweiten Wirtschaftslage und der Turbulenzen an der Börse wurde der Gang an die Börse allerdings auf unbestimmte Zeit verschoben.
Im August 2010 wurde der Firmenhauptsitz vom bayrischen Alzenau nach Mainz verlegt. Auf dem Gelände des Schott-Stammwerks war für den Solarableger ein neues Hauptgebäude errichtet worden.

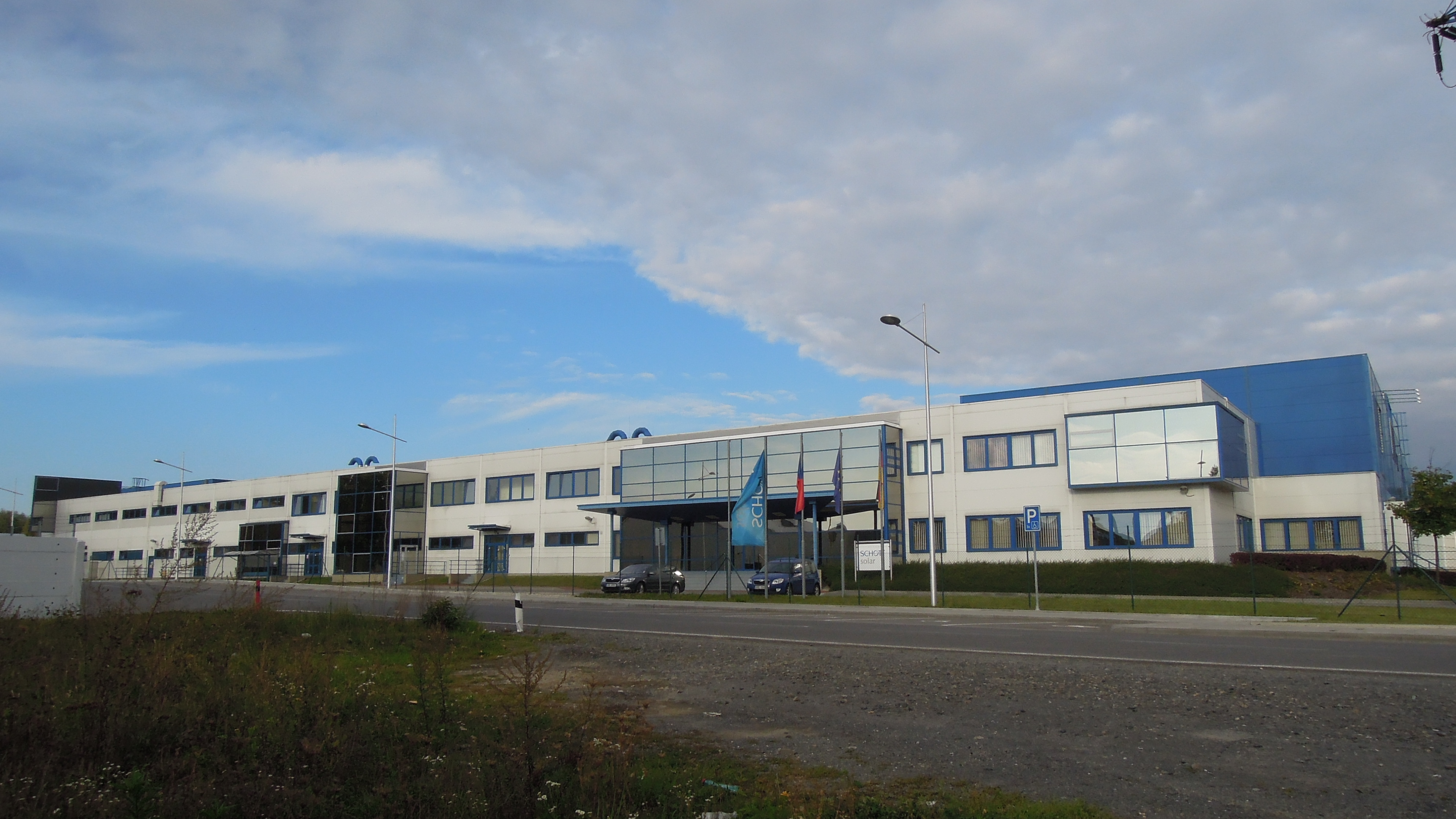
Firmengebäude in Valašské Meziříčí

Der aus wirtschaftlichen Gründen einsetzende Niedergang der deutschen Solarindustrie betraf auch die Schott Solar AG. Im Juni 2012 wurde der Rückzug aus der Produktion kristalliner Solarmodule verkündet. Kurz darauf wurde im August 2012 die Schließung des Werks in Tschechien bekannt gegeben, sowie im September 2012 Kürzungen in der Entwicklung im Jenaer Technologiezentrum. Im Dezember 2013 wurde der Rückzug aus der Dünnschicht-Produktion verkündet. Im April 2016 wurde schließlich das Engagement in der Concentrated Solar Power (CSP)-Technologie weitestgehend beendet. Mit der Herstellung von Absorberröhren lieferte Schott bis dahin die Schlüsselkomponente zur Stromerzeugung aus Sonnenenergie in Großkraftwerken. Das Werk im spanischen Aznalcóllar sowie ein Großteil der CSP-Anlagen in Mitterteich wurde an die spanische Rioglass Solar verkauft. Es verblieben After-Sales-Themen wie der Service für die bisher vermarkteten Solar-Receiver.

## Unternehmensprofil
Die Schott Solar AG ist seit 2005 eine hundertprozentige Tochter des internationalen Technologiekonzerns Schott AG. Nach der Schließung oder dem Verkauf wesentlicher Betriebsteile erfüllt das Geschäftsfeld „Photovoltaik“ allerdings laut Geschäftsbericht 2018/19 der Schott AG im Wesentlichen die Anforderungen an aufgegebene Geschäftsbereiche und wird daher nach den Bilanzierungsregelungen der IFRS 5 ausgewiesen.